# Ulm
Ulm er en by ved Donaufloden i den tyske delstat Baden-Württemberg med 120.000 indbyggere (pr. 2006). De nærmeste storbyer er Augsburg og Stuttgart. 

## Trafikforbindelser
Ulm er et jernbaneknudepunkt med direkte forbindelser til Stuttgart, München, Friedrichshafen, Donaueschingen, Oberstdorf, Regensburg og Aalen. Byen ligger ved autobahn A 7 (Flensborg-Tirol) og A 8 (Karlsruhe-Salzburg).

## Seværdigheder
Domkirkens tårn er med sine 161 m verdens højeste kirketårn. (Danmarks højeste do. er Århus Domkirkes på 102 m). Ad 768 trappetrin er der adgang til en etage i 143 meters højde med udsigt ud over byen.

## Kendte personer

### Født i Ulm
- Albert Einstein (1879–1955), fysiker
- Hildegard Knef (1925–2002), sanger
- Uli Hoeneß (1952-), fodboldspiller og pølsefabrikant
- Claudia Roth (1955-), politiker

### Levet i Ulm
- Erwin Rommel (1891–1944), officer
- Herbert von Karajan (1908–1989), dirigent
- Hans Scholl (1918–1943), medlem af Weiße Rose
- Sophie Scholl (1921–1943), medlem af Weiße Rose
- Alexander Kluge (1932-), filminstruktør
- Edgar Reitz (1932-), filminstruktør